# Поен лебед
Пойният лебед (Cygnus cygnus) е едър представител на семейство Патицови, разред Гъскоподобни. Прилича на Малкия лебед, но е по-едър. За разликата от Немия лебед, държи шията си изправена и е малко по-дребен. Тежи между 5 и 12 кг. Дължина на тялото 150 cm, размах на крилете около 200 cm. Няма изразен полов диморфизъм. Оперението му е чисто бяло. В основата клюна е жълт, подобно на Малкия лебед, но при Пойния лебед жълтото петно достига до средата му. Плува добре, но не се гмурка, докато търси храна потапя само главата си. Издава висок и ясен тръбен звук.

## Разпространение
Широко разпространен е в Азия и Европа (включително и България), в редки случаи достига и Северна Америка. Прелетна птица. Обитава крайбрежните участъци на езера, язовири и големи реки, като понякога можем да го срещнем и в близост до соленоводни басейни.

## Начин на живот и хранене
Живее по двойки, извън разможителния период на ята. Храни се с водна и наземна растителност. Понякога яде и животинска храна, дребни рибки които търси на дълбочина до метър, метър и половина. Малките се хранят само с жива храна, дребни безгръбначни, ракообразни, насекоми и мекотели.

## Размножаване
Полова зрялост настъпва на 2–3 годишна възраст. Моногамна птица, двойките са постоянни. Гнезди на земята или върху купчина суха тръстика, в близост до вода, често пъти на обрасли с водна растителност островчета. Гнездото е голямо, построено от сухи клонки, мъх, тръстика. Снася 3–7 бели или сиво-жълтеникави яйца. Мъти само женската в продължение на 35–40 дни, мъжкият през това време се държи в близост до гнездото и го защитава. Малките се излюпват втората половина на юли, достатъчно развити за да могат да се придвижват и хранят самостоятелно. Двамата родители се грижат заедно за малките.

## Допълнителни сведения
В България е защитен вид.